# Silvestre Igoa
Silvestre Igoa Garciandia (San Sebastián, Guipúzcoa, España, 5 de septiembre de 1920 — San Sebastián, 31 de mayo de 1969) fue un futbolista español. Jugaba como delantero y su primer club fue el Valencia C. F..

## Trayectoria
Comenzó su carrera en 1941 jugando para el Valencia C. F.. En 1950 se pasó a la Real Sociedad de Fútbol, donde se mantuvo jugando hasta 1956. En ese año se convirtió en jugador del Granada C. F., club en el cual se retiró en 1957.

## Selección nacional
Fue internacional con la selección española entre 1948 y 1950 en 10 ocasiones, anotando 7 goles. Disputó el Campeonato del Mundo de Brasil en 1950.

## Clubes
| Club                    | País   | Año       |
| ----------------------- | ------ | --------- |
| Valencia C. F.          | España | 1941-1950 |
| Real Sociedad de Fútbol | España | 1950-1956 |
| Granada C. F.           | España | 1956-1957 |